# ASA (雑誌)
『ASA』（アーサ）は、徳島県に本社を置くあわわが刊行していた、徳島県を対象地域とする月刊のタウン情報誌。

## 概要
1988年に創刊。毎月10日に発行されていた
。
同社が刊行するタウン情報誌『あわわ』の姉妹雑誌であり、20・30代向けの内容となっている。主に生活・ライフスタイルや料理・グルメなどの内容が掲載されている。
2012年5月に、『あわわ』のフリーペーパー化に伴いASAは休刊し、050と統合してGeenを創刊。